# Petite Meller
Petite Meller (París, Francia; 1994[cita requerida]), nacida como Sivan Eva Meller, es una cantante franco-polaca que vive en Londres.

## Biografía
Nacida de una madre francesa y de un padre polaco, Petite creció en Tel Aviv. Debutó su carrera en el grupo Terry Poison como tecladista y cantante y estudió filosofía en la universidad  de Tel Aviv. Se instala luego en Brooklyn, Estados Unidos en 2012 antes de vivir en Londres. Sus colaboradores frecuentes incluyen la estilista japonesa  Nao Koyabu así como los directores A.T. Mann y Napoleón Habeica para la creación de sus videos musicales.

## Discografía

### Álbumes
- 2015 : Baby Love
- 2016 : Lil Empire

### Singles
- Joe el Taxi
- Sunday Morning con BØRNS, de Sunday Morning de Velvet Underground
- Icebear con Joe Fleisch, de Eisbär de Grauzone

## Premios y nominaciones
Nominada al MTV EMA en la categoría "Best Push" por su canción "The Flute".